# 井上清秀
井上 清秀（いのうえ きよひで）は、戦国時代から江戸時代初期にかけての武士。息子の井上正就は老中、井上政重は大目付を務めて幕政初期に重きをなし、それぞれ大名となった。

## 生涯
井上氏は源頼季末裔の信濃源氏と称する。『寛政重修諸家譜』（以下『寛政譜』）は、大須賀康高配下の井上清宗（半右衛門、道見）から系譜を起こし、清秀をその子に掲げているが、清秀は実は阿部定吉（大蔵）の子であるとも記しており、このことは阿部家の系図にも記載がある。それによれば、清秀の母の星合氏ははじめ定吉の側室であったが、懐胎したまま清宗に嫁ぎ、清秀が生まれた。清秀は清宗に養われて井上を称し、その家を継いだという。
『寛政譜』によれば、清秀は織田家に仕え、佐久間信盛に附属されて石山合戦に従軍した。徳川家康が織田信長に援軍を求めた際、清秀は援軍の一員として三河国に赴き、大須賀康高に属して遠江国横須賀城の防衛戦に従事した。慶長9年（1604年）9月14日、横須賀において死去、72歳。『寛政譜』によれば、父の清宗と同じ妙龍寺に葬られた。

## 系譜
特記事項のない限り、『寛政重修諸家譜』による。
- 父：井上清宗
  - 実父は阿部定吉という
- 母：星合氏
- 正妻：服部氏
  - 長男：井上重成 - 御先鉄炮頭、3000石[4]
- 後妻：永田氏
  - 二男：井上正友
  - 三男：井上正就 - 老中、遠江横須賀藩初代藩主
  - 四男：井上政重 - 大目付、下総高岡藩初代藩主

二男の正友（権左衛門）は、慶長17年（1612年）死去。一男一女があり、長男の井上正勝（内匠助）は、徳川家光への御目見を果たしているが病のために幕府への出仕を辞め、叔父の正就の家臣となった。　長女は、政重の嗣子である政次の室となった。

## 備考

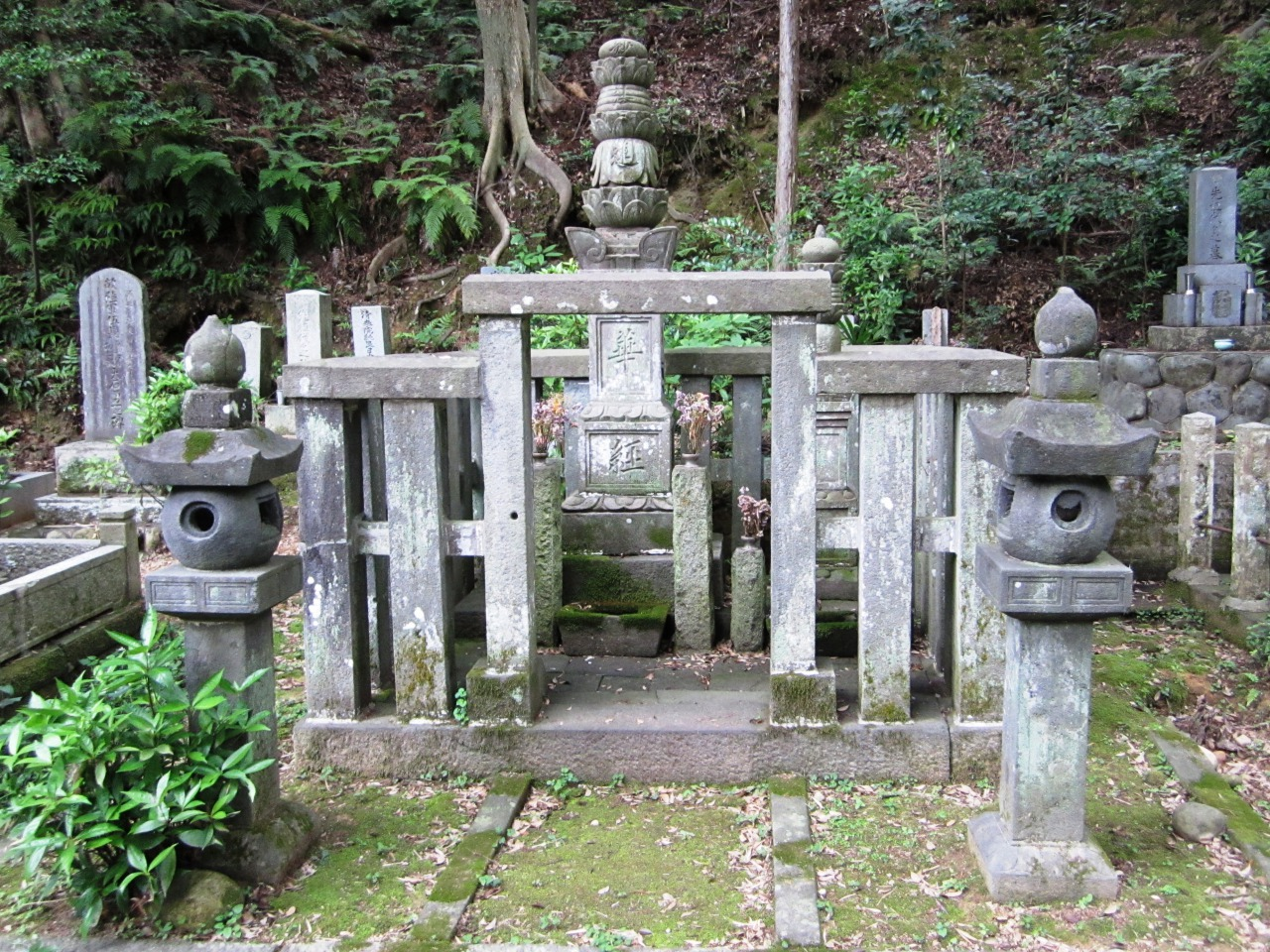
本源寺の「城主井上氏の墓塔」。左が正就、右が清秀の墓塔。

- 三男の井上正就は元和8年（1622年）に父にもゆかりのある横須賀に領地を移され、横須賀藩5万2500石の藩主となった。妙龍寺の近傍に創建された本源寺に正就の墓（『寛政譜』には正就の葬地は本源寺とある）があり、その父である清秀の墓塔もある（「城主井上氏の墓塔」として掛川市指定史跡）[5]。
- 東京都豊島区雑司が谷の本納寺にある井上家（正就系の浜松藩井上家）墓地には清秀の宝篋印塔がある[1]。もともと浜松藩井上家の墓地は白山の浄心寺にあったが、明治時代に本納寺に移されたものである[1]。
- 井上家の「黒餅に八鷹羽」の紋は、清秀が実は阿部家の出であることから、実家の紋（鷹の羽や黒餅を用いた）を交えて使用したものと伝えられている[6]。